# Attagenus kephallenicus
Attagenus kephallenicus là một loài bọ cánh cứng trong họ Dermestidae. Loài này được Háva & Kalík miêu tả khoa học năm 2006.